# Кайтель, Янник
Я́нник Ка́йтель (нем. Yannik Keitel; родился 15 февраля 2000) — немецкий футболист, полузащитник клуба «Штутгарт».

## Клубная карьера
Уроженец Брайзах-ам-Райна, Кайтель выступал за молодёжную команду «Фрайбурга» с 2011 года. В основном составе «Фрайбурга» дебютировал 29 февраля 2020 года в матче немецкой Бундеслиги против «Боруссии Дормунд», выйдя на замену Янику Хабереру.

## Карьера в сборных
Выступал за сборные Германии до 15, до 17 лет и до 21 года. В составе сборной Германии до 17 лет в 2017 году сыграл на юношеских чемпионате Европы и чемпионате мира.

## Достижения
«Штутгарт»
- Обладатель Кубка Германии: 2024/25